# Ezhou
Ezhou, tidigare romaniserat Ochow, är en stad på prefekturnivå i Hubei-provinsen i centrala Kina.
Staden ligger precis intill provinshuvudstaden Wuhan och var tidigare en del av stadsdelen Wuchang.
Ezhou är intimt förknippad med rena land-buddhism.

## Administrativ indelning
Ezhou är indelat i tre stadsdistrikt:
- Echeng (鄂城区) (huvudort och säte för stadsfullmäktige);
- Huarong (华容区）;
- Liangzihu (梁子湖区）.